# Caryocaraceae
Caryocaraceae es una familia de plantas con flores que consta de dos géneros y alrededor de 26 especies que se encuentran exclusivamente en el trópico.

## Descripción
Son árboles (la mayoría), arbustos y subarbustos con hojas perennes, compuestas, coriáceas, pecioladas, ternadas o bipinnadas (5 hojas). Las flores son hermafroditas agrupadas en inflorescencias o racimos terminales. El fruto es una drupa (algunas comestibles y otras venenosas).

## Taxonomía
La familia fue descrita por Joachim Otto Voigt y publicado en Hortus Suburbanus Calcuttensis 88. 1845. El género tipo es: Caryocar

## Géneros y especies
- Anthodiscus
  - Anthodiscus amazonicus
  - Anthodiscus chocoensis
  - Anthodiscus klugii
  - Anthodiscus fragrans
  - Anthodiscus mazarunensis
  - Anthodiscus montanus
  - Anthodiscus obovatus
  - Anthodiscus peruanus
  - Anthodiscus pilosus
  - Anthodiscus trifoliatus
- Caryocar
  - Caryocar amygdaliferum
  - Caryocar amygdaliforme
  - Caryocar brasiliense
  - Caryocar coriaceum
  - Caryocar costaricense
  - Caryocar cuneatum
  - Caryocar dentatum
  - Caryocar edule
  - Caryocar glabrum
  - Caryocar gracile
  - Caryocar harlingii
  - Caryocar microcarpum
  - Caryocar montanum
  - Caryocar nuciferum
  - Caryocar pallidum
  - Caryocar villosum